# Enrique Varela Vidaurre
Enrique Varela Vidaurre (Lima, 30 de agosto de 1857 - Lima, 4 de febrero de 1914) fue un militar y político peruano. Luchó destacadamente en la guerra del Pacífico. Fue ministro de Guerra y Marina, así como presidente del Consejo de Ministros, entre 1912 y 1914, durante el gobierno de Guillermo Billinghurst. Murió asesinado por sus mismos subordinados en el cuartel de Santa Catalina, durante el golpe de Estado del 4 de febrero de 1914.

## Biografía
Hijo del militar tacneño Marcelino Varela Barrios (héroe de la Guerra del Pacífico) y de la limeña María Blasa Vidaurre. Fue bautizado en la Parroquia del Sagrado Corazón de Jesús (Huérfanos) de Lima.
Empezó su carrera militar en 1874 como cadete en el Colegio Militar. Ascendió gradualmente y al estallar la Guerra del Pacífico, era ya subteniente de Artillería. Combatió en las batallas de San Francisco y Tarapacá. Resultó herido y sufrió prisión en Chile.
Durante la guerra civil de 1884-1885, militó en el bando de Andrés A. Cáceres contra Miguel Iglesias y luchó en Huaripampa, donde resultó herido. Luego continuó el resto de la campaña hasta la toma de la capital. Cáceres, ya presidente del Perú, lo elevó al grado de teniente de Artillería, por su actuación en la batalla de Tarapacá. 
Luego fue subjefe y jefe de Estado Mayor, controlador general del ejército y comandante general de la primera división durante la tensión fronteriza con el Ecuador en 1910. El Congreso lo ascendió a coronel en 1903 y a general de brigada en 1910.

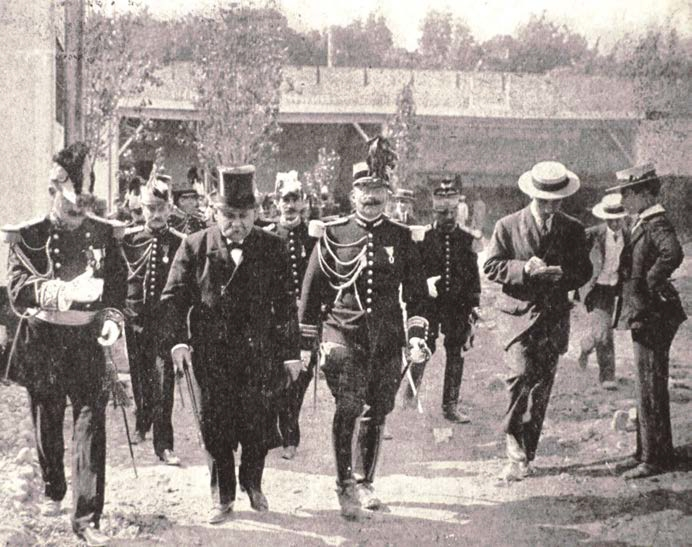
El presidente Guillermo Billinghurst (con sombrero de copa), durante una visita a la Escuela Militar. Detrás, a su derecha, se halla el general Enrique Varela.

Al asumir la presidencia de la República el señor Guillermo Billinghurst, Varela pasó a ser ministro de Guerra y Marina, formando parte del gabinete ministerial presidido por Elías Malpartida (que a la vez era el ministro de Gobierno) y que juramentó el 24 de septiembre de 1912. Los demás ministros eran: Wenceslao Valera (Relaciones Exteriores), Baldomero F. Maldonado (Hacienda), Francisco Moreyra y Riglós (Justicia e Instrucción) y Fermín Málaga Santolalla (Fomento). Varela era por entonces la figura más respetable y gloriosa del ejército nacional en el servicio activo. 
El 24 de diciembre de 1912 asumió la presidencia del Consejo de Ministros (manteniendo la cartera de Guerra y Marina), luego de una crisis ministerial que había obligado a Malpartida a renunciar. El cargo de ministro de Gobierno, dejado por Malpartida, fue asumido por Abel I. Montes; los demás ministros permanecieron en sus puestos. Pero Varela renunció poco después, el 24 de febrero del año siguiente, para lanzar su candidatura a una senaduría por el departamento de Madre de Dios, recientemente creado. Esta candidatura no prosperó, pues la Corte Suprema anuló sus credenciales.
El 27 de julio de 1913 reasumió la presidencia del gabinete y la titularidad de la cartera de Guerra y Marina. Como miembros de su gabinete figuraban Francisco Tudela y Varela (Relaciones Exteriores), Carlos Paz Soldán y Benavides (Justicia e Instrucción), Gonzalo Tirado (Gobierno) y el coronel Pedro Portillo (Fomento).
El plan del presidente Billinghurst de disolver el parlamento y convocar al pueblo para realizar reformas constitucionales fundamentales, provocó la reacción de sus adversarios políticos, quienes lograron comprometer a un importante sector del ejército para dar un golpe de Estado.
Varela, conocedor de estas maquinaciones revolucionarias, en la noche del 3 de febrero de 1914 fue a dormir al cuartel de Santa Catalina, creyendo que su presencia impediría toda acción subversiva. En la madrugada siguiente se efectuó el pronunciamiento de la guarnición de Lima al mando del coronel Oscar R. Benavides. 

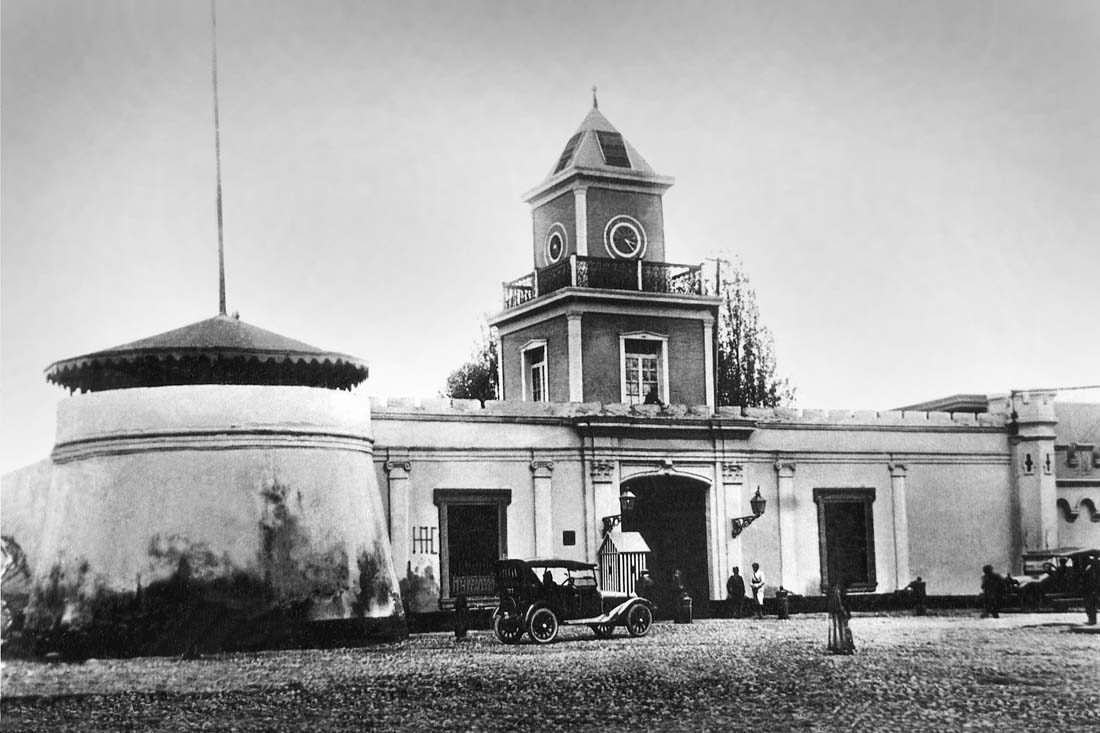
Fachada del Fuerte o Cuartel de Santa Catalina. Años 1920.

Los conspiradores comisionaron al teniente Alberto Cavero, del cuartel de Santa Catalina, para que apresara a Varela, advirtiéndosele que le guardara las consideraciones debidas a su alto rango y evitase un derramamiento de sangre. A las tres de la madrugada, Cavero se dirigió al alojamiento de Varela, acompañado por varios soldados armados de fusiles. Enrique Varela se hallaba dormido, y además era sordo, por lo que no oyó la intimidación que le hicieron por dos veces para que se rindiera. El cabo Neyra le hizo un disparo de fusil que le causó una herida de necesidad mortal. Cavero ordenó a uno de sus ayudantes para que comprobase si la víctima había muerto; éste sujeto golpeó a Varela con la culata de su arma, y le destrozo la clavícula derecha y algunas costillas. Este crimen no sólo fue espantoso y cobarde sino innecesario y causó gran consternación en el país.